# Reprezentacja Kanady w rugby 7 kobiet
Reprezentacja Kanady w rugby 7 kobiet – zespół rugby 7, biorący udział w imieniu Kanady w meczach i sportowych imprezach międzynarodowych, powoływany przez selekcjonera, w którym mogą występować wyłącznie zawodnicy posiadający obywatelstwo tego kraju, mieszkający w nim, bądź kwalifikujący się ze względu na pochodzenie rodziców lub dziadków. Za jego funkcjonowanie odpowiedzialny jest Rugby Canada, członek IRB.
Drużyna w sezonie 2011/2012 uczestniczyła w IRB Women’s Sevens Challenge Cup, zwyciężając w pierwszym z turniejów tego cyklu, w pozostałych dwóch (w Hongkongu i Londynie) przegrywając w półfinałach z późniejszymi triumfatorkami – Angielkami. W sezonie 2012/2013 była jednym ze stałych uczestników cyklu IRB Women’s Sevens World Series.
Zespół nieregularnie bierze udział w RAN Women’s Sevens triumfując w latach 2008 i 2012, natomiast drużyna Canada Development złożona z zaplecza zawodniczek reprezentacji zwyciężyła trzykrotnie w tych zawodach w latach 2007, 2011 i 2013.

## Turnieje

### Udział wigrzyskach olimpijskich
| Rok  | Wynik | Źródło |
| ---- | ----- | ------ |
| 2016 | 3.    |        |
| 2020 | 9.    |        |
| 2024 | 2.    | [ 8 ]  |

### Udział wPucharze Świata
| Rok  | Wynik           | Źródło |
| ---- | --------------- | ------ |
| 2009 | 6 (finał Plate) |        |
| 2013 | 2 (finał Cup)   |        |
| 2018 | 7.              |        |
| 2022 | 6.              |        |

### Udział wWorld Rugby Women’s Sevens Series
| Rok       | Wynik | Źródło |
| --------- | ----- | ------ |
| 2012/2013 | 3.    |        |
| 2013/2014 | 3.    |        |
| 2014/2015 | 2.    |        |
| 2015/2016 | 3.    |        |
| 2016/2017 | 3.    |        |
| 2017/2018 | 4.    |        |
| 2018/2019 | 3.    |        |
| 2019/2020 | 2.    |        |
| 2021/2022 | 7.    |        |
| 2022/2023 | 9.    |        |

### Udział wigrzyskach panamerykańskich
| Rok  | Wynik | Źródło |
| ---- | ----- | ------ |
| 2015 | 1.    |        |
| 2019 | 1.    |        |
| 2023 | 2.    |        |

### Udział wRAN Women’s Sevens
| Rok       | Wynik | Źródło |
| --------- | ----- | ------ |
| 2005      | –     |        |
| 2006      | –     |        |
| 2007      | –     |        |
| 2008      | 1.    |        |
| 2009      | –     |        |
| 2010      | –     |        |
| 2011      | –     |        |
| 2012      | 1.    |        |
| 2013      | –     |        |
| 2014      | –     |        |
| 2015      | –     |        |
| 2016      | –     |        |
| 2017      | –     |        |
| 2018      | –     |        |
| 2019      | –     |        |
| 2022 (IV) | 1.    |        |
| 2022 (XI) | –     |        |
| 2023      | 1.    |        |

### Udział wIgrzyskach Wspólnoty Narodów
| Rok  | Wynik | Źródło |
| ---- | ----- | ------ |
| 2018 | 4.    |        |
| 2022 | 4.    |        |